# Zoanthus chierchiae
Zoanthus chierchiae är en korallart som beskrevs av Heider 1895. Zoanthus chierchiae ingår i släktet Zoanthus och familjen Zoanthidae. Inga underarter finns listade i Catalogue of Life.